# Grand Forks

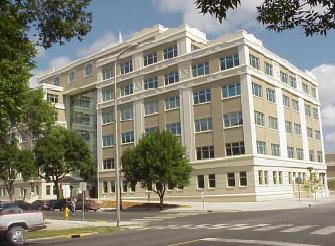
Grand Forks County Office Building

Grand Forks är den tredje största staden i den amerikanska delstaten North Dakota. Staden är belägen vid floden Red River norr om Fargo. Den har en yta av 49,8 km² och en befolkning av cirka 49 000 invånare (2003). Staden är centralort i Grand Forks County, och är säte för University of North Dakota. Befolkningen i Grand Forks härstammar i mycket stor utsträckning från norska och tyska invandrare.
1997 drabbades staden av svåra översvämningar.

## Stadens struktur
Grand Forks har flera distinkta stadsdelar. De äldsta stadsdelarna, inklusive downtown, ligger omkring Red River. Området mellan Downtown och North Dakotas universitetscampus är också en del av staden som byggdes tididgt. Generellt sett ligger de nyare stadsdelarna av Grand Folks i de södra och västra delarna av staden. Sedan affärscentret Columbia Mall öppnade 1978 har en stor del av stadens affärsliv kommit att koncentreras till den 32:a Avenyn (32nd Avenue South corridor). 